# Stefan de Bod
Stefan Jaco de Bod (ur. 17 listopada 1996 w Stellenbosch) – południowoafrykański kolarz szosowy i torowy. Olimpijczyk (2020).

## Osiągnięcia

### Kolarstwo szosowe
2014
- 3. miejsce w mistrzostwach Południowej Afryki juniorów (jazda indywidualna na czas)
- 1. miejsce w mistrzostwach Południowej Afryki juniorów (start wspólny)

2016
- 2. miejsce w mistrzostwach Południowej Afryki (jazda indywidualna na czas)
- 2. miejsce w mistrzostwach Południowej Afryki (start wspólny)

2017
- 2. miejsce w mistrzostwach Południowej Afryki (jazda indywidualna na czas)
- 2. miejsce w mistrzostwach Południowej Afryki (start wspólny)
- 2. miejsce w mistrzostwach Afryki (jazda indywidualna na czas)

2018
- 1. miejsce w mistrzostwach Południowej Afryki U23 (jazda indywidualna na czas)
- 1. miejsce w Gran Premio Palio del Recioto
- 2. miejsce w Trofeo Alcide Degasperi

2019
- 2. miejsce w mistrzostwach Południowej Afryki (jazda indywidualna na czas)
- 3. miejsce w mistrzostwach Południowej Afryki (start wspólny)
- 1. miejsce w mistrzostwach Afryki (jazda indywidualna na czas)
- 3. miejsce w Österreich-Rundfahrt

2020
- 2. miejsce w mistrzostwach Południowej Afryki (jazda indywidualna na czas)

### Kolarstwo torowe
Opracowano na podstawie:
2015
- 1. miejsce w mistrzostwach Afryki (wyścig drużynowy na dochodzenie)
- 3. miejsce w mistrzostwach Afryki (wyścig indywidualny na dochodzenie)

## Rankingi

### Kolarstwo szosowe
| Rok             | 2015 | 2016 | 2017 | 2018 | 2019 | 2020 | 2021 | 2022 | 2023 | 2024  |
| --------------- | ---- | ---- | ---- | ---- | ---- | ---- | ---- | ---- | ---- | ----- |
| World Ranking   |      | 849. | 567. | 758. | 336. | 740. | 433. | 306. | 465. | 1233. |
| UCI Europe Tour | -    | -    | -    | 633. |      |      |      |      |      |       |
| UCI Asia Tour   | -    | 327. | -    | -    |      |      |      |      |      |       |
| UCI Africa Tour | 86.  | 48.  | 16.  | 261. | 10.  | 25.  | 13.  | 8.   | 17.  | 90.   |
|                 |      |      |      |      |      |      |      |      |      |       |
| Źródło: UCI     |      |      |      |      |      |      |      |      |      |       |